# 젊은 그들 (영화)
《젊은 그들》은 1955년 공개된 대한민국의 영화이다.

## 배역
- 최은희 : 이인화 역
- 최무룡 : 안재영 역
- 강계식 : 대원군 역
- 최남현 : 민겸호 역
- 장일 : 이활민 역
- 강창수
- 곽건 : 명인호 역
- 문정숙
- 나옥주
- 조항
- 남일구
- 조해원
- 성소민
- 김세라